# 매일매일 DS 두뇌 트레이닝
매일매일 DS 두뇌 트레이닝은 닌텐도 DS를 위해 닌텐도에서 개발 및 배급한 두뇌 게임이다. 일본에서 가장 먼저 발매되었고 그 뒤 북미, 유럽, 오스트레일리아에 발매된 후 대한민국에서 2007년 1월 18일에 발매됐으며 가격은 28,000원이다. 대한민국에서는 장동건이 이 제품의 광고 모델을 하였고, 유럽 시장에서는 니콜 키드먼이 광고 모델을 하였다.
또한 매일매일 DS 두뇌 트레이닝은 뇌를 활성화시키기 위한 계산하기, 명작 읽기, 순간 기억, 스도쿠 등의 게임들로 이루어져 있다. 게임들에는 터치 스크린과 마이크가 이용된다.

## 같이 보기
- 매일매일 더욱더! DS 두뇌 트레이닝